# Lo scudo del tempo
Lo scudo del tempo (The Time Shield, 1990) è un romanzo di fantascienza di Poul Anderson incentrato sul tema dei viaggi nel tempo. È stato creato unendo dei racconti scritti in precedenza, accomunati dagli stessi protagonisti Manse Everard e Wanda Tamberly.

## Trama

### Parte prima:Uno sconosciuto in casa tua
L'agente del Cronoservizio Manse Everard, appena tornato nella New York del 1987 da una missione nel passato, viene raggiunto in casa dal suo superiore Guion che lo esorta a indagare sulle intenzioni di Wanda Tamberly, un'agente arruolatasi dopo essere stata coinvolta, suo malgrado, in un paradosso temporale.

### Parte seconda:Donne e cavalli e guerra e potere
Manse Everard si reca a Bactra, la capitale del Regno greco-battriano nel 209 a.C. sotto la falsa identità del guerriero trace Meander per indagare su un'alterazione del continuum spazio-temporale. Prende accordi per aggregarsi ad una spedizione militare, ma viene incarcerato con l'accusa d'essere una spia a causa degli intrighi degli Esaltazionisti, che vorrebbero modificare la storia a vantaggio di Antioco III il Grande consentendogli di riportare l'Impero Seleucide alla massima estensione. Everard riesce però a fuggire e a tornare nel XX secolo dopo aver sventato il loro piano. Nel 1987 fa la conoscenza di Wanda Tamberly, una giovane donna molto affascinante, con la quale stabilisce una reciproca simpatia.

### Parte terza:Prima degli dei che crearono gli dei
Durante un suo periodo di studio nell'Oligocene come paleontologa, Wanda Tamberly è raggiunta da Guion che la informa che sta indagando sull'incidente temporale che l'ha vista coinvolta.

### Parte quarta:Beringia
Wanda Tamberly si reca nel continente nordamericano, nella zona prospiciente il Mare di Bering del 13 212 a.C. per studiare la fauna dell'epoca. Si lega d'amicizia con Aryuk, un esponente della popolazione indigena dei Tulat, che ad un certo punto viene sottomessa dalla Gente delle Nubi, una tribù più evoluta venuta dall'Asia. L'antropologo Ralph Corwin, anch'egli agente del Cronoservizio, si trasporta nella stessa epoca per studiare i nuovi venuti, con cui entra in buoni rapporti. Wanda fa in modo che il Popolo delle Nubi abbandoni la regione, credendola maledetta, affinché i suoi amici Tulat siano lasciati in pace.

### Parte quinta:Risolvimi questo enigma
Manse Everard riceve di nuovo Guion a New York e percepisce nel suo ospite una crescente diffidenza verso di lui e Wanda Tamberly.

### Parte sesta:Meraviglia del mondo
L'agente Keith Denison, trasportatosi nella Parigi del 1980, trova una città irriconoscibile dominata da un governo teocratico, segno che la storia è stata pesantemente alterata. Manse Everard è raggiunto dalla notizia mentre si trova in una base del Cronoservizio nell'Europa del Pleistocene, dove attende Wanda; invece di restare ad aspettare la risoluzione del problema, come altri agenti, decide di agire. Wanda è sorpresa dall'alterazione temporale nel 1989; notando dalla sua aeronave il simbolo del cronoservizio in un giardino della Francia, disegnato da Denison come SOS, va a salvare il collega che le racconta ciò che ha passato.
Everard scopre che la causa dell'alterazione va ricercata in un evento che ha coinvolto il Regno di Sicilia quando si reca nel XII secolo, aiutato da un collega di stanza nella Palermo normanna. In effetti il nobile anagnino Lorenzo de Conti, contraendo un matrimonio con la fanciulla che nella storia ufficiale era stata impalmata dal cugino, aveva impedito la nascita di papa Gregorio IX che tanti problemi aveva procurato a Federico II di Svevia. Il tentativo di Manse, travestito da angelo, di spingere Lorenzo a prendere la croce impedendo il suo matrimonio, va a vuoto perché il nobile non cade nel tranello; nella colluttazione però Everard ha la meglio, uccidendo Lorenzo. La storia può riprendere il suo corso.

## Edizioni
- Poul Anderson, Lo scudo del tempo, collana IperFICTION, traduzione di Stefano Massaron, Arnoldo Mondadori Editore, 1995, ISBN 8804396539.
- Poul Anderson, Lo scudo del tempo, collana Uraniaargento, traduzione di Stefano Massaron, n. 14, Arnoldo Mondadori Editore, 1996.
- Poul Anderson, Lo scudo del tempo, collana Urania Collezione, traduzione di Stefano Massaron, n. 039, Arnoldo Mondadori Editore, 2006.